# 末吉大
末吉　大（すえよし まさる、1990年10月8日 - ）は、日本の元プロボクサー。東京都江戸川区出身。第47代日本スーパーフェザー級王者。帝拳ジム所属。

## 来歴
2011年6月4日、後楽園ホールで尾藤直紀とスーパーバンタム級4回戦を行い、初回1分5秒KO勝ちを収めデビュー戦を白星で飾った。
2012年7月31日、後楽園ホールで行われた第68回東日本新人王トーナメントフェザー級部門準々決勝で伊藤雅雪と対戦し、プロ初黒星となる4回1-2（38-37、37-39×2）の判定負けを喫し準決勝進出を逃した。
2013年5月21日、後楽園ホールで開幕した「ナップルボックスＢ級グランプリ」フェザー級部門準決勝で佐藤克哉と対戦し、5回3-0（3者共48-47）の判定勝ちを収め決勝に進出した。しかし怪我のため同年8月7日に予定されていた決勝戦を棄権した。
2014年9月6日、後楽園ホールで行われたダイナミックグローブで長井祐太とフェザー級8回戦を行い、8回3-0（3者共78-74）の判定勝ちを収め復帰戦を白星で飾った。10月8日、東日本ボクシング協会の2014年9月度の月間新鋭賞に選出された。
2014年11月1日、後楽園ホールで行われた第531回ダイナミックグローブで水藤翔太とスーパーフェザー級8回戦を行い、8回3-0（79-74×2、80-73）の判定勝ちを収めた。
2015年2月27日、後楽園ホールで行われた「金平正紀17回忌追悼記念興行」で三瓶数馬とスーパーフェザー級8回戦を行い、7回37秒TKO勝ちを収めた。
2015年10月3日、後楽園ホールで行われた第542回ダイナミックグローブでローマン・カントとスーパーフェザー級8回戦を行い、8回3-0（80-74×2、80-72）の判定勝ちを収めた。
2016年2月6日、後楽園ホールで行われた「第546ダイナミックグローブ」でマルボン・ボディオンガンとスーパーフェザー級8回戦を行い、5回1分18秒TKO勝ちを収めた。
2016年6月4日、後楽園ホールで行われた第555回ダイナミックグローブで日本スーパーフェザー級9位の江藤伸悟と132ポンド契約8回戦を行い、8回3-0（77-75、78-75、78-74）の判定勝ちを収めた。
2016年10月25日、後楽園ホールで行われた「DANGAN168/Tomorrow's Champion32」で三瓶数馬と60.0kg契約8回戦を行い、8回1分39秒TKO勝ちを収め1年8ヵ月ぶりの再戦を制した。
2017年2月4日、後楽園ホールで行われた「第558回ダイナミックグローブ」でアラン・バレスピンとスーパーフェザー級8回戦を行い、3回50秒TKO勝ちを収めた。
2017年7月18日、後楽園ホールで行われた「第563回ダイナミックグローブ」でネルソン・ティナンパイと132ポンド契約10回戦を行い、3回2分32秒KO勝ちを収めた。
2017年8月31日、JBCは末吉を日本スーパーフェザー級1位にランクインした。
2017年10月7日、後楽園ホールで行われた「第566回ダイナミックグローブ」で尾川堅一の王座返上に伴い日本スーパーフェザー級2位の高畑里望と日本スーパーフェザー級王座決定戦を行い、10回3-0（97-93、98-93、98-92）の判定勝ちを収め王座獲得に成功した。
2018年2月3日、後楽園ホールで日本スーパーフェザー級1位の大里拳と対戦し、8回2分25秒TKO勝ちを収め初防衛に成功した。
2018年5月30日、後楽園ホールで行われた「第573回ダイナミックグローブ」にて日本スーパーフェザー級1位の東上剛史と対戦し、10回3-0（98-91×3）の判定勝ちを収め2度目の防衛に成功した。
2018年10月6日、後楽園ホールで行われた「第577回ダイナミックグローブ」のメインイベントで東洋太平洋チャンピオン三代大訓と王座統一戦を行い、12回1-1（115-113、113-115、114-114）で引き分けて東洋太平洋王座獲得に失敗したが3度目の防衛に成功した。
2019年5月4日、後楽園ホールで行われた「第584回ダイナミックグローブ」のメインイベントで日本スーパーフェザー級1位の大里拳と日本スーパーフェザー級タイトルマッチ10回戦を行い、10回2-0（97-93、96-95、95-95）で判定勝ちを収め、4度目の防衛に成功した。
2019年12月7日、後楽園ホールで元日本フェザー級王者で日本スーパーフェザー級8位の坂晃典と対戦。6回にダウンを奪われレフェリーが即ストップ、6回1分30秒TKO負けを喫し、王座から陥落した。
2020年5月10日、自身のブログで現役引退を表明した。

## 獲得タイトル
- 第47代日本スーパーフェザー級王座（防衛4）

## 戦績
- アマチュアボクシング：29戦21勝(10KO)8敗
- プロボクシング：22戦19勝(11KO)2敗1分

| 戦           | 日付           | 勝敗 | 時間    | 内容    | 対戦相手                 | 国籍       | 備考                                                 |
| ------------ | -------------- | ---- | ------- | ------- | ------------------------ | ---------- | ---------------------------------------------------- |
| 1            | 2011年6月4日   | ☆    | 1R 1:05 | KO      | 尾藤直紀（正拳）         | 日本       | プロデビュー戦                                       |
| 2            | 2011年8月6日   | ☆    | 4R 1:14 | TKO     | 大野拳也（正拳）         | 日本       |                                                      |
| 3            | 2011年12月3日  | ☆    | 2R 0:48 | TKO     | 奥間思成（ナカザト）     | 日本       |                                                      |
| 4            | 2012年7月31日  | ★    | 4R      | 判定1-2 | 伊藤雅雪（伴流）         | 日本       | 東日本新人王トーナメント                             |
| 5            | 2012年11月14日 | ☆    | 2R 2:31 | KO      | 望月太朗（新日本カスガ） | 日本       |                                                      |
| 6            | 2013年3月2日   | ☆    | 2R 2:02 | TKO     | 岩田直（岐阜ヨコゼキ）   | 日本       |                                                      |
| 7            | 2013年5月21日  | ☆    | 5R      | 判定3-0 | 佐藤克哉（ドリーム）     | 日本       | B級トーナメント                                      |
| 8            | 2014年9月6日   | ☆    | 8R      | 判定3-0 | 長井祐太（勝又）         | 日本       |                                                      |
| 9            | 2014年11月1日  | ☆    | 8R      | 判定3-0 | 水藤翔太（とよはし）     | 日本       |                                                      |
| 10           | 2015年2月27日  | ☆    | 7R 0:37 | TKO     | 三瓶数馬（協栄）         | 日本       |                                                      |
| 11           | 2015年10月3日  | ☆    | 8R      | 判定3-0 | ローマン・カント         | フィリピン |                                                      |
| 12           | 2016年2月6日   | ☆    | 5R 1:18 | TKO     | マルボン・ボディオンガン | フィリピン |                                                      |
| 13           | 2016年6月4日   | ☆    | 8R      | 判定3-0 | 江藤伸悟（白井・具志堅） | 日本       |                                                      |
| 14           | 2016年10月25日 | ☆    | 8R 1:39 | TKO     | 三瓶数馬（協栄）         | 日本       |                                                      |
| 15           | 2017年2月4日   | ☆    | 3R 0:50 | TKO     | アラン・バレスピン       | フィリピン |                                                      |
| 16           | 2017年7月18日  | ☆    | 3R 2:32 | KO      | ネルソン・ティナンパイ   | フィリピン |                                                      |
| 17           | 2017年10月7日  | ☆    | 10R     | 判定3-0 | 高畑里望（ドリーム）     | 日本       | 日本スーパーフェザー級王座決定戦                     |
| 18           | 2018年2月3日   | ☆    | 8R 2:25 | TKO     | 大里拳（大鵬）           | 日本       | 日本王座防衛1                                        |
| 19           | 2018年5月30日  | ☆    | 10R     | 判定3-0 | 東上剛史（ドリーム）     | 日本       | 日本王座防衛2                                        |
| 20           | 2018年10月6日  | △    | 12R     | 判定1-1 | 三代大訓（ワタナベ）     | 日本       | 日本・OPBFスーパーフェザー級王座統一戦 日本王座防衛3 |
| 21           | 2019年5月4日   | ☆    | 10回    | 判定2-0 | 大里拳（大鵬）           | 日本       | 日本王座防衛4                                        |
| 22           | 2019年12月7日  | ★    | 6R 1:30 | TKO     | 坂晃典（仲里）           | 日本       | 日本王座陥落                                         |
| テンプレート |                |      |         |         |                          |            |                                                      |